# Hrabkov
Hrabkov (in ungherese Harapkó) è un comune della Slovacchia facente parte del distretto di Prešov, nella regione omonima.